# Gaëlle Garcia Diaz
Gaëlle Garcia Diaz, née le 26 décembre 1988 à Ixelles, est une entrepreneuse, vidéaste web, mannequin, actrice et chanteuse belge, ancienne joueuse de poker et ancienne présentatrice télé, originaire de Drogenbos, petite commune proche de Bruxelles en Belgique.

## Biographie

### Carrière
Gaëlle Garcia Diaz s'est fait connaître en tant que "lectrice du mois" et, plus tard, "lectrice de l'année" de l'édition spéciale "maillots de bain" du magazine P. Elle a ensuite figuré à plusieurs reprises sur la couverture du magazine, ainsi que celle du magazine frère Ché.
En février 2011, elle fait la couverture de Playboy,.

#### Vidéaste
Sa chaîne YouTube Gaëlle Garcia Diaz, créée en novembre 2016, compte 2,02 millions d'abonnés en 2024.
Elle y diffuse notamment des tests beauté et des vidéos lifestyle dans un style décalé et volontairement provocateur.
Elle a également réalisé quelques titres musicaux dont les clips vidéos figurent sur sa chaîne,.

#### Télévision
Peu après ses études de statistiques, Gaëlle Garcia Diaz s'intéresse à l'univers du poker et devient présentatrice de PokerStars en Belgique et en Amérique latine.
En 2014, Gaëlle Garcia Diaz apparaît pour la première fois à la télévision française dans La Maison du bluff sur NRJ12,.
En 2014 également, elle joue son propre rôle dans la série télévisée néerlandaise Bluf (nl).
En 2015, elle apparaît dans la série télévisée Hollywood Girls sur NRJ12 dans laquelle elle joue le rôle de Maria.
Elle participe aussi pour PokerStars à l'émission Shark Cage.
En 2024, elle participe à Danse avec les stars d'Internet aux côtés du danseur Jordan Mouillerac. Après avoir obtenu les meilleures notes de toute la saison, elle est contrainte d'abandonner aux portes de la finale à la suite d'une côte fracturée et termine ainsi à la troisième place.

#### Cinéma
En 2017, elle joue, aux côtés de son ex-compagnon Jimmy Labeeu, dans le film Rattrapage, de Tristan Séguéla.

#### Musique
Le 30 novembre 2019, elle sort son premier album nommé Schizo, sous le nom de Martine. Elle fait un feat. avec Alkpote et invite Joey Starr dans un clip.

#### Martine Cosmetics
En 2018, Gaëlle Garcia Diaz crée la marque Martine Cosmetics, composée de produits vendus comme cruelty-free et clean beauty.
En 2023, après deux ans de développement, elle décline la marque avec Martine Skin, sa gamme de produits skincare au même positionnement.
En octobre de cette même année, Martine Cosmetics et Martine Skin sont rendues disponibles à la vente pour la première fois en magasin physique au cours d'un pop-up à La Samaritaine, à Paris, puis dans un corner permanent dans ce même magasin.

## Vie privée
Elle est en couple avec l'ancien footballeur belge Daan De Pever, avec qui elle se marie le 8 mai 2021. Le 16 mai 2022, elle annonce sur son compte Instagram être enceinte de leur premier enfant. Le 11 juin 2022, elle annonce sur son compte Instagram la naissance de leur fils Jake Dean.  Le 1er novembre 2024, le couple annonce sur les réseaux sociaux attendre son deuxième enfant. Elle annonce via une story Instagram avoir accouché le 29 janvier 2025 de son deuxième fils, Joe-Lewis.

## Polémique
En mars 2025, Kelly Massol répond aux critiques de Diaz et Andie Ella à l'encontre de sa marque Les Secrets de Loly après qu'elles aient critiqué le site et les produits, évoquant un « problème de direction artistique » et comparant le site de la marque à un site de dropshipping.

## Filmographie

### Cinéma
- 2017 : Rattrapage : Angélina

### Séries télévisées
- 2014 : Bluf (nl) sur RTL 5
- 2015 : Hollywood Girls, saison 4 sur NRJ 12 - Maria Johnson

## Émissions de télévision

### Animatrice
- 2010 : Le Top 40 Hitlist - JIM TV
- 2010 : Watcha Want - JIM TV
- 2011 - 2013 : Festivalities - JIM TV
- 2011 à aujourd'hui : European Poker Tour - PokerStars.be
- 2014 : La Maison du bluff, saison 4 - NRJ 12

### Participante
- 2015 : Hollywood Girls - Saison 4
- 2024 : Drag Race Belgique - Saison 2, épisode 3 : juge invitée (WOW Presents Plus, Tipik)
- 2024 : Danse avec les stars d'Internet : candidate (Twitch, TF1+, TF1)

## Discographie

### Singles
1. Sale
2. Rodeo
3. Natasha
4. Sucia ft. Bin Laden
5. Allô Maman bobo
6. Vroom Vroom